# Hóquei sobre a grama nos Jogos Pan-Americanos de 2023 - Masculino
O torneio masculino de hóquei sobre a grama nos Jogos Pan-Americanos de 2023 foi realizado de 25 de outubro a 3 de novembro no Centro Esportivo de Hóquei sobre Grama, em Santiago. Oito equipes participaram do evento.
A equipe vencedora do torneio se classificou aos Jogos Olímpicos de Verão de 2024 em Paris, França.

## Qualificação
Um total de oito equipes masculinas classificaram-se para competir nestes Jogos Pan-Americanos em cada torneio. Por ser o país anfitrião, o Chile esteve presente em ambas as modalidades. As duas melhores equipes dos Jogos Centro-Americanos e do Caribe de 2023 e dos Jogos Sul-Americanos de 2022 também se classificaram. As duas melhores equipes ainda não classificadas na Copa Pan-Americana Masculina (após os resultados dos dois torneios anteriores serem levados em consideração) também se classificaram. Se Canadá ou Estados Unidos ainda não estivessem classificados, um playoff entre as nações e o terceiro colocado das Copas Pan-Americanas seria realizado. Se ambas as nações se classificassem, o playoff não seria necessário e a terceira equipe em cada Copa Pan-Americana se classificaria.
| Evento                                      | Datas                            | Local        | Vagas | Classificados                             |
| ------------------------------------------- | -------------------------------- | ------------ | ----- | ----------------------------------------- |
| País-sede                                   | —                                | —            | 1     | Chile                                     |
| Jogos Sul-Americanos de 2022                | 3–11 de outubro de 2022          | Assunção     | 1     | Argentina                                 |
| Jogos Centro-Americanos e do Caribe de 2023 | 23 de junho – 8 de julho de 2023 | San Salvador | 2     | Trinidad e Tobago · Cuba                  |
| Copa Pan-Americana de 2022                  | 20–30 de janeiro de 2022         | Santiago     | 4     | Canadá · Estados Unidos · México · Brasil |
| Total                                       | Total                            | Total        | 8     |                                           |

## Medalhistas
|  | ARG Argentina |  | CHI Chile |  | CAN Canadá |
|  | Tomás Santiago Agustín Machelett Juan Catán Nicolás Keenan Maico Casella Lucas Toscani Nicolás Della Torre Santiago Tarazona Federico Monja Tomás Domene Matías Rey Lucas Martínez Agustín Mazzilli Tadeo Marcucci Thomas Habif Agustín Bugallo |  | Adrián Henríquez Vicente Goni Fernando Renz José Maldonado Martín Rodríguez Kay Gesswein Andrés Pizarro Juan Amoroso José Hurtado Felipe Renz Raimundo Valenzuela Axel Richter Axel Troncoso Sebastián Wolansky Nils Strabucchi Franco Becerra |  | Floris van Son Devohn Noronha Teixeira Oliver Scholfield Keegan Pereira Balraj Panesar Brendan Guraliuk Sean Davis Gordon Johnston Brenden Bissett Fin Boothroyd Matthew Sarmento James Kirkpatrick Samuel Cabral Taylor Curran Ethan McTavish Thomson Harris |

## Formato
As oito equipes foram divididas em dois grupos de quatro equipes. Cada equipe enfrentou as outras equipes do mesmo grupo, totalizando três jogos. A colocação final das equipes nos grupos determinou o emparelhamento das quartas de final, onde o primeiro colocado enfrentou o quarto e o segundo, o terceiro. As vencedoras das quartas se classificaram às semifinais e as perdedoras, para jogos de definição do quinto ao oitavo lugar. Nas semifinais, as vencedoras disputaram a final e as perdedoras, a medalha de bronze.

## Resultados

### Primeira fase
|  | Equipes classificadas à fase final |
|  | Equipes classificadas aos playoffs |

Todas as partidas seguem o fuso horário local (UTC−3).
Grupo A
| Equipe        | Pts | J | V | E | D | GP | GC | SG  |
| ------------- | --- | - | - | - | - | -- | -- | --- |
| ARG Argentina | 9   | 3 | 3 | 0 | 0 | 35 | 1  | +34 |
| CHI Chile     | 6   | 3 | 2 | 0 | 1 | 19 | 3  | +16 |
| MEX México    | 3   | 3 | 1 | 0 | 2 | 6  | 16 | –10 |
| PER Peru      | 0   | 3 | 0 | 0 | 3 | 1  | 43 | –42 |

| 25 de outubro 17:30                                                                          |           |            |                                                         |
| Argentina                                                                                    | 10 – 1    | México     | Centro de Treinamento do Hóquei Sobre a Grama, Santiago |
| Domene 7', 12', 27', 48' Mazzilli 26' Toscani 29' Keenan 35' Castela 54' dela Torre 55', 58' | Relatório | Guzmán 18' | Centro de Treinamento do Hóquei Sobre a Grama, Santiago |

| 25 de outubro 19:30 |           |      |                                                         |
| Chile | 15 – 0    | Peru | Centro de Treinamento do Hóquei Sobre a Grama, Santiago |
| Hurtado 3' Renz 5', 12' Fernando 10' Troncoso 16' Ritcher 22' Andrés 35', 55' Amoroso 44', 54' Becerra 48' Maldonado 48' Valenzuela 50' Wolansky 53' | Relatório |      | Centro de Treinamento do Hóquei Sobre a Grama, Santiago |

| 27 de outubro 17:30                                         |           |              |                                                         |
| México                                                      | 6 – 1     | Peru         | Centro de Treinamento do Hóquei Sobre a Grama, Santiago |
| Estrada 15' Sosa 30' Villegas 34' Muños 35' Miguel 57', 59' | Relatório | Conteras 26' | Centro de Treinamento do Hóquei Sobre a Grama, Santiago |

| 27 de outubro 19:30 |           |                             |                                                         |
| Chile               | 1 – 3     | Argentina                   | Centro de Treinamento do Hóquei Sobre a Grama, Santiago |
| Amoroso 60'         | Relatório | Casella 16' Domene 20', 48' | Centro de Treinamento do Hóquei Sobre a Grama, Santiago |

| 29 de outubro 11:30 |           |      |                                                         |
| Argentina | 22 – 0    | Peru | Centro de Treinamento do Hóquei Sobre a Grama, Santiago |
| Domene 3', 7', 9', 24', 27', 32', 41', 48' Mazzilli 18' Keenan 8', 24', 34' Casella 15', 21' Martínez 18' Toscani 31', 42', 44', 58' Monja 53', 55' | Relatório |      | Centro de Treinamento do Hóquei Sobre a Grama, Santiago |

| 29 de outubro 19:30 |           |                                                                |                                                         |
| México              | 0 – 5     | Chile                                                          | Centro de Treinamento do Hóquei Sobre a Grama, Santiago |
|                     | Relatório | Gesswein 9' Strabucchi 13' Amoroso 33' Hurtado 39' Becerra 56' | Centro de Treinamento do Hóquei Sobre a Grama, Santiago |

Grupo B
| Equipe                | Pts | J | V | E | D | GP | GC | SG  |
| --------------------- | --- | - | - | - | - | -- | -- | --- |
| CAN Canadá            | 9   | 3 | 3 | 0 | 0 | 7  | 1  | +6  |
| USA Estados Unidos    | 6   | 3 | 2 | 0 | 1 | 12 | 4  | +8  |
| BRA Brasil            | 3   | 2 | 1 | 0 | 2 | 3  | 8  | –5  |
| TTO Trinidad e Tobago | 0   | 3 | 0 | 0 | 3 | 2  | 12 | –10 |

| 25 de outubro 09:30 |           |                             |                                                         |
| Brasil              | 0 – 2     | Canadá                      | Centro de Treinamento do Hóquei Sobre a Grama, Santiago |
|                     | Relatório | Johnston 19' Scholfield 41' | Centro de Treinamento do Hóquei Sobre a Grama, Santiago |

| 25 de outubro 11:30                                                   |           |                   |                                                         |
| Estados Unidos                                                        | 6 – 1     | Trinidad e Tobago | Centro de Treinamento do Hóquei Sobre a Grama, Santiago |
| Kaeppeler 2' Harris 13' Harris 28' Kokolakis 43' Leser 51' Quaile 51' | Relatório | Marcano 55'       | Centro de Treinamento do Hóquei Sobre a Grama, Santiago |

| 27 de outubro 09:30    |           |                   |                                                         |
| Brasil                 | 2 – 1     | Trinidad e Tobago | Centro de Treinamento do Hóquei Sobre a Grama, Santiago |
| Patrocínio 2' Smith 7' | Relatório | Pierre 33'        | Centro de Treinamento do Hóquei Sobre a Grama, Santiago |

| 27 de outubro 11:30 |           |                      |                                                         |
| Estados Unidos      | 1 – 2     | Canadá               | Centro de Treinamento do Hóquei Sobre a Grama, Santiago |
| Kaeppeler 10'       | Relatório | Son 28' Johnston 41' | Centro de Treinamento do Hóquei Sobre a Grama, Santiago |

| 29 de outubro 09:30                                |           |                   |                                                         |
| Canadá                                             | 4 – 0     | Trinidad e Tobago | Centro de Treinamento do Hóquei Sobre a Grama, Santiago |
| Sarmento 7' Davis 30' Johnston 31' Kirkpatrick 44' | Relatório |                   | Centro de Treinamento do Hóquei Sobre a Grama, Santiago |

| 29 de outubro 17:30 |           |                                            |                                                         |
| Brasil              | 1 – 5     | Estados Unidos                             | Centro de Treinamento do Hóquei Sobre a Grama, Santiago |
| Lopes 45'           | Relatório | Kokolakis 12' Kaeppeler 13', 28', 30', 34' | Centro de Treinamento do Hóquei Sobre a Grama, Santiago |

### Rodada de classificação
|  | Disputa pelo 5º–7º lugar | Disputa pelo 5º–7º lugar |                       |   | 5.º lugar | 5.º lugar |
|  |                          |                          |                       |   |           |           |
|  | 1 de novembro – 13:30    |                          |                       |   |           |           |
|  |                          |                          |                       |   |           |           |
|  | México                   | 3(2)                     |                       |   |           |           |
|  | México                   | 3(2)                     | 3 de novembro – 11:45 |   |           |           |
|  | Trinidad e Tobago        | 3(0)                     |                       |   |           |           |
|  | Trinidad e Tobago        | 3(0)                     | México                | 0 |           |           |
|  | 1 de novembro – 15:45    |                          | México                | 0 |           |           |
|  |                          | Brasil                   | 2                     |   |           |           |
|  | Brasil                   | Brasil                   | 2                     | 8 |           |           |
|  | Brasil                   |                          |                       | 8 |           |           |
|  | Peru                     | 1                        |                       |   |           |           |
|  | Peru                     | 1                        | 7º lugar              |   |           |           |
|  |                          |                          |                       |   |           |           |
|  | 3 de novembro – 09:30    |                          |                       |   |           |           |
|  |                          |                          |                       |   |           |           |
|  | Trinidad e Tobago        | 10                       |                       |   |           |           |
|  | Trinidad e Tobago        | 10                       |                       |   |           |           |
|  | Peru                     | 0                        |                       |   |           |           |

#### Disputa pelo 5º–7º lugar
| 1 de novembro 13:30                                  |           |                                        |                                                         |
| México                                               | 3 – 3     | Trinidad e Tobago                      | Centro de Treinamento do Hóquei Sobre a Grama, Santiago |
| Hernández 24' Amador 30', 53'                        | Relatório | Marcano 8' T. Marcano 38' Pierre 53'   | Centro de Treinamento do Hóquei Sobre a Grama, Santiago |
| Penalidades                                          |           |                                        | Centro de Treinamento do Hóquei Sobre a Grama, Santiago |
| Villegas · Hernández · Estrada · Benedith · Castillo | 2 – 0     | T. Marcano · Pierre · Vieira · Marcano | Centro de Treinamento do Hóquei Sobre a Grama, Santiago |

| 1 de novembro 15:45                                                               |           |           |                                                         |
| Brasil                                                                            | 8 – 1     | Peru      | Centro de Treinamento do Hóquei Sobre a Grama, Santiago |
| Patrocínio 5' Paixão 16', 36' Martins 25' Smith 29' Ludeña 39' López 45' Imer 51' | Relatório | Rheder 5' | Centro de Treinamento do Hóquei Sobre a Grama, Santiago |

#### Disputa pelo 7º lugar
| 3 de novembro 09:30                                                       |           |      |                                                         |
| Trinidad e Tobago                                                         | 10 – 0    | Peru | Centro de Treinamento do Hóquei Sobre a Grama, Santiago |
| Daniel 6' Marcano 8', 13', 19', 43', 43', 56' Marcano 13', 25' Philip 51' | Relatório |      | Centro de Treinamento do Hóquei Sobre a Grama, Santiago |

#### Disputa pelo 5º lugar
| 3 de novembro 11:45 |           |                |                                                         |
| México              | 0 – 2     | Brasil         | Centro de Treinamento do Hóquei Sobre a Grama, Santiago |
|                     | Relatório | Smith 26', 28' | Centro de Treinamento do Hóquei Sobre a Grama, Santiago |

### Fase final
|  | Semifinais            | Semifinais |                       |      | Final | Final |
|  |                       |            |                       |      |       |       |
|  | 1 de novembro – 18:00 |            |                       |      |       |       |
|  |                       |            |                       |      |       |       |
|  | Argentina             | 2          |                       |      |       |       |
|  | Argentina             | 2          | 3 de novembro – 19:45 |      |       |       |
|  | Estados Unidos        | 0          |                       |      |       |       |
|  | Estados Unidos        | 0          | Argentina             | 3    |       |       |
|  | 1 de novembro – 20:15 |            | Argentina             | 3    |       |       |
|  |                       | Chile      | 1                     |      |       |       |
|  | Canadá                | Chile      | 1                     | 1(2) |       |       |
|  | Canadá                |            |                       | 1(2) |       |       |
|  | Chile                 | 1(3)       |                       |      |       |       |
|  | Chile                 | 1(3)       | 3º lugar              |      |       |       |
|  |                       |            |                       |      |       |       |
|  | 3 de novembro – 17:30 |            |                       |      |       |       |
|  |                       |            |                       |      |       |       |
|  | Estados Unidos        | 2          |                       |      |       |       |
|  | Estados Unidos        | 2          |                       |      |       |       |
|  | Canadá                | 3          |                       |      |       |       |

#### Semifinais
| 1 de novembro 18:00       |           |                |                                                         |
| Argentina                 | 2 – 0     | Estados Unidos | Centro de Treinamento do Hóquei Sobre a Grama, Santiago |
| Martínez 22' Tarazona 34' | Relatório |                | Centro de Treinamento do Hóquei Sobre a Grama, Santiago |

| 1 de novembro 20:15                              |           |                                                    |                                                         |
| Canadá                                           | 1 – 1     | Chile                                              | Centro de Treinamento do Hóquei Sobre a Grama, Santiago |
| Becerra 52'                                      | Relatório | Gordon 24'                                         | Centro de Treinamento do Hóquei Sobre a Grama, Santiago |
| Penalidades                                      |           |                                                    | Centro de Treinamento do Hóquei Sobre a Grama, Santiago |
| Gordon · Panesar · von Son · Pereira · Guaraliuk | 2 – 3     | Hurtado · Rodríguez · Becerra · Gesswein · Amoroso | Centro de Treinamento do Hóquei Sobre a Grama, Santiago |

#### Disputa pelo bronze
| 3 de novembro 17:30          |           |                                           |                                                         |
| Estados Unidos               | 2 – 3     | Canadá                                    | Centro de Treinamento do Hóquei Sobre a Grama, Santiago |
| de Angelis 29' Kaeppeler 54' | Relatório | Guraliuk 11' Boothroyd 39' Scholfield 51' | Centro de Treinamento do Hóquei Sobre a Grama, Santiago |

#### Disputa pelo ouro
| 3 de novembro 19:45          |           |            |                                                         |
| Argentina                    | 3 – 1     | Chile      | Centro de Treinamento do Hóquei Sobre a Grama, Santiago |
| Martinez 8', 51' Bugallo 59' | Relatório | Richer 45' | Centro de Treinamento do Hóquei Sobre a Grama, Santiago |

## Classificação final
| Pos.              | Equipe            | Campanha | Campanha | Campanha |
| Pos.              | Equipe            | V        | E        | D        |
| ----------------- | ----------------- | -------- | -------- | -------- |
| Medalha de ouro   | Argentina         | 5        | 0        | 0        |
| Medalha de prata  | Chile             | 2        | 0        | 3        |
| Medalha de bronze | Canadá            | 4        | 0        | 1        |
| 4                 | Estados Unidos    | 2        | 0        | 3        |
| 5                 | Brasil            | 3        | 0        | 2        |
| 6                 | México            | 1        | 0        | 4        |
| 7                 | Trinidad e Tobago | 1        | 0        | 4        |
| 8                 | Peru              | 0        | 0        | 5        |